# Бадесе (Сијена)
Бадесе је насеље у Италији у округу Сијена, региону Тоскана.
Према процени из 2011. у насељу је живело 512 становника. Насеље се налази на надморској висини од 220 м.